# لوران كادو
لوران كادو (بالفرنسية: Laurent Cadu)‏ هو لاعب كرة قدم ومدرب كرة قدم فرنسي في مركز الدفاع، ولد في 22 أغسطس 1966 في بريسوير في فرنسا. لعب مع نادي نيور.

## وصلات خارجية
- لوران كادو على موقع قاعدة بيانات كرة القدم.إي يو (الإنجليزية)